# Xã Monroe, Quận Ogle, Illinois
Xã Monroe (tiếng Anh: Monroe Township) là một xã thuộc quận Ogle, tiểu bang Illinois, Hoa Kỳ. Năm 2010, dân số của xã này là 1.563 người.